# بومبيا
بومبيا هي كومونا (بلدية) في مقاطعة نوفارا في المنطقة الإيطالية بيدمونت ، وتقع على بعد حوالي 100 كلم شمال شرق تورينو وحوالي 20 كلم شمال نوفارا . تشتهر البلدية بمنتزه سفاري الذي أنشئ عام 1976.

## تاريخ
لها أصول رومانية ، عندما كانت تسمى فلافيا بلومبيا فبعد سقوط الإمبراطورية الرومانية الغربية والغزو اللومباردي لشمال إيطاليا ، كانت بومبيا مقرًا لإحدى المقاطعات مؤخرا ، بعد غزو شارلمان ، التي حكمها فرانك الإقطاعي.